# Квинт Помпей Созий Фалкон
Квинт Помпей Созий Фалкон (на латински: Quintus Pompeius Sosius Falco; * в Сицилия) e политик и сенатор на Римската империя през края на 2 век.
Той произлиза от Сицилия и е син на Квинт Помпей Сенецио Созий Приск (консул 169 г.) и Цейония Фабия. Женен е за Сулпиция Агрипина и има син Квинт Помпеий Фалкон Созий Приск, който става квестор.
През 193 г. Фалкон e консул заедно с Гай Юлий Еруций Клар Вибиан. Преторианците подготвят заговор срещу император Пертинакс, като определят за негов наследник Фалкон, но императорът успява да предотврати преврата и помилва Фалкон, когото прогонва от Рим. 